# Copablepharon album
Copablepharon album är en fjärilsart som beskrevs av Harvey 1876. Copablepharon album ingår i släktet Copablepharon och familjen nattflyn. Inga underarter finns listade i Catalogue of Life.